# Секретний комітет (Швеція)
Секретний комітет (швед. sekreta utskottet) — комітет шведського риксдагу в 1627—1772 роках.
Вперше даний орган був утворений на риксдагу 1627 року. Свою назву отримав в 60-х роках XVII століття. У роботі першого комітету, крім представників трьох вищих станів, брали участь і селяни, однак згодом вони включалися в його склад лише час від часу. У XVII столітті цей орган скликався королем, який і призначав його членів.
Комітет з самого початку створювався для обговорення питань зовнішньої політики, однак з часом його обов'язки були розширені.
У другій половині XVII століття робота станів концентрувалася в Секретному комітеті. У період «ери свобод» три вищих стани отримали право самостійно призначати в комітет своїх представників в пропорції 2: 1: 1 (50 дворян, 25 представників духовенства і 25 бюргерів). У ньому обговорювалися питання зовнішньої політики, оборони й фінансів. Найбільший вплив Секретний комітет отримав в період правління партії «капелюхів» в 1738—1765 роках. Після 1765 року партія «ковпаків» урізала коло питань, що входять в компетенцію комітету. В першу чергу це торкнулося сфери економіки та державних фінансів. Після державного перевороту 1772 року Секретний комітет був скасований.